# Sabine Sebastian
Sabine Sebastian (geboren als Angela Sabine Bolsdorf; * 1951) ist eine deutsche Schauspielerin, Synchronsprecherin, Dialogregisseurin und Synchronbuchautorin.

## Berufliche Tätigkeit
Nach ihrer Bühnenreifeprüfung 1982 arbeitete Sabine Sebastian zunächst als Moderatorin in der Abendschau beim damaligen SFB in Berlin. Ab 1990 zeichnete sie als Dialogregisseurin und Autorin u. a. für 180 Folgen der deutschen Fassung der US Sitcom Seinfeld, der britischen Kultserie Absolutely Fabulous, sowie der Serie Lass es, Larry! verantwortlich. Sie war für ARD, ZDF, VOX, RTL, RTL2, Super RTL, MTV, NICK, WRD, NDR, SWF, ARTE und NETFLIX tätig.

## Synchronrollen (Auswahl)
Catherine Bach
- 1988–1993: Ein Duke kommt selten allein als Daisy Duke
- 1997: Ein Duke kommt selten allein – Familientreffen der Chaoten als Daisy Duke
- 2000: Ein Duke kommt selten allein – Hillbillies in Hollywood als Daisy Duke

### Filme
- 1990: Natalia Nogulich in Grüße aus Hollywood als Freundin am Flughafen (Filmsequenz)
- 1990: Nancy Locke in Pretty Woman als Olsen Sister
- 1991: Nancy Morgan in Lucky Luke als Lotta Legs
- 2002: Jean Smart in Sweet Home Alabama als Stella Kay

### Serien
- 1989–1991: Jeri Gaile in Dallas als Rose Daniels McKay
- 1995–2000: Brenda Strong in Seinfeld als Sue Ellen Mischke
- 1997–2002: Connie Britton in Chaos City als Nikki Faber
- 2008–2010: Beverly D’Angelo in Entourage als Barbara Miller (1. Stimme)